# Karol Kątski
Karol Kątski (Charles de Kontski; * 6. September 1815 in Krakau; † 27. August 1867 in Paris) war ein polnischer Pianist, Musikpädagoge und Komponist.
Karol Kątski war der älteste der vier Kątski-Brüder, die als Musiker bekannt wurden: Antoni und Stanisław als Pianisten,  Apolinary als Geiger. Er trat bereits im Alter von sieben Jahren als Pianist auf. Später studierte er am Warschauer Konservatorium und in Paris, wo er bis zu seinem Tode als Klavierlehrer wirkte. Als Komponist trat er mit kammermusikalischen Werken, darunter drei Streichquartetten und einem Klaviertrio, einer Grand Fantaisie für Violine und Klavier und einer Fantaisie concertante für Violine, Cello und Klavier, hervor.